# Paaskebrød
Paaskebrød var en dansk fødevarevirksomhed, der producerede pølsebrød og andre specialbrød til fastfood-branchen.
Virksomheden så sin begyndelse i 1951, da Julius Barclay Estrup Paaskesen (født 7. juli 1922 – død 27. april 2015) iværksatte et bageri på Vesterbro i København. Ti år senere flyttede produktionen til Rødovre, men i 1968 flyttede man produktionen til en større fabrik i Glostrup, hvor der blev produceret op til 72.000 pølsebrød i timen. Julius Paaskesen overlod i 1985 virksomheden til sin søn. Paaskebrød blev i 1988 solgt til den svenske fødevarekoncern Lantmännen. Produktionen i Glostrup fortsatte frem til 2010, hvor den blev flyttet til Finland og Tyskland. Da produktionen var på sit højeste producerede Paaskebrød 144.000 pølsebrød i timen.